# モントリシャール
モントリシャール （Montrichard, フランス語発音: [mɔ̃tʁiʃaʁ]）は、フランス、サントル＝ヴァル・ド・ロワール地域圏、ロワール＝エ＝シェール県の旧コミューン。2016年1月1日よりブルレと合併しモントリシャール＝ヴァル＝ド＝シェールとなった。

## 地理
シェール川に面し、トゥールとヴィエルゾンの中間にモントリシャールはある。コミューンの風景は、ブドウ畑、森林、家畜のいる草原、穀物畑が混ざり合っている。その他の生業として、ロワール川沿いの城に関連した観光がある。シュノンソー、アンボワーズ、モンプポン城、ヴァランセおよびショーモンとの距離は20km未満である。コミューンの南側はシェール川谷の平らな谷底であり、北は、サントル地域圏の特徴的な洞窟住居があり、ワイン蔵やキノコ採りがいる、石灰岩質の丘である。
鉄道駅のモントリシャール駅がある。トゥーレーヌ・フィル・ヴェールというアンドル＝エ＝ロワール県とのコミューンとの路線を運行するバスや、ロワール＝エ＝シェール県内の循環バスがある。

## 歴史

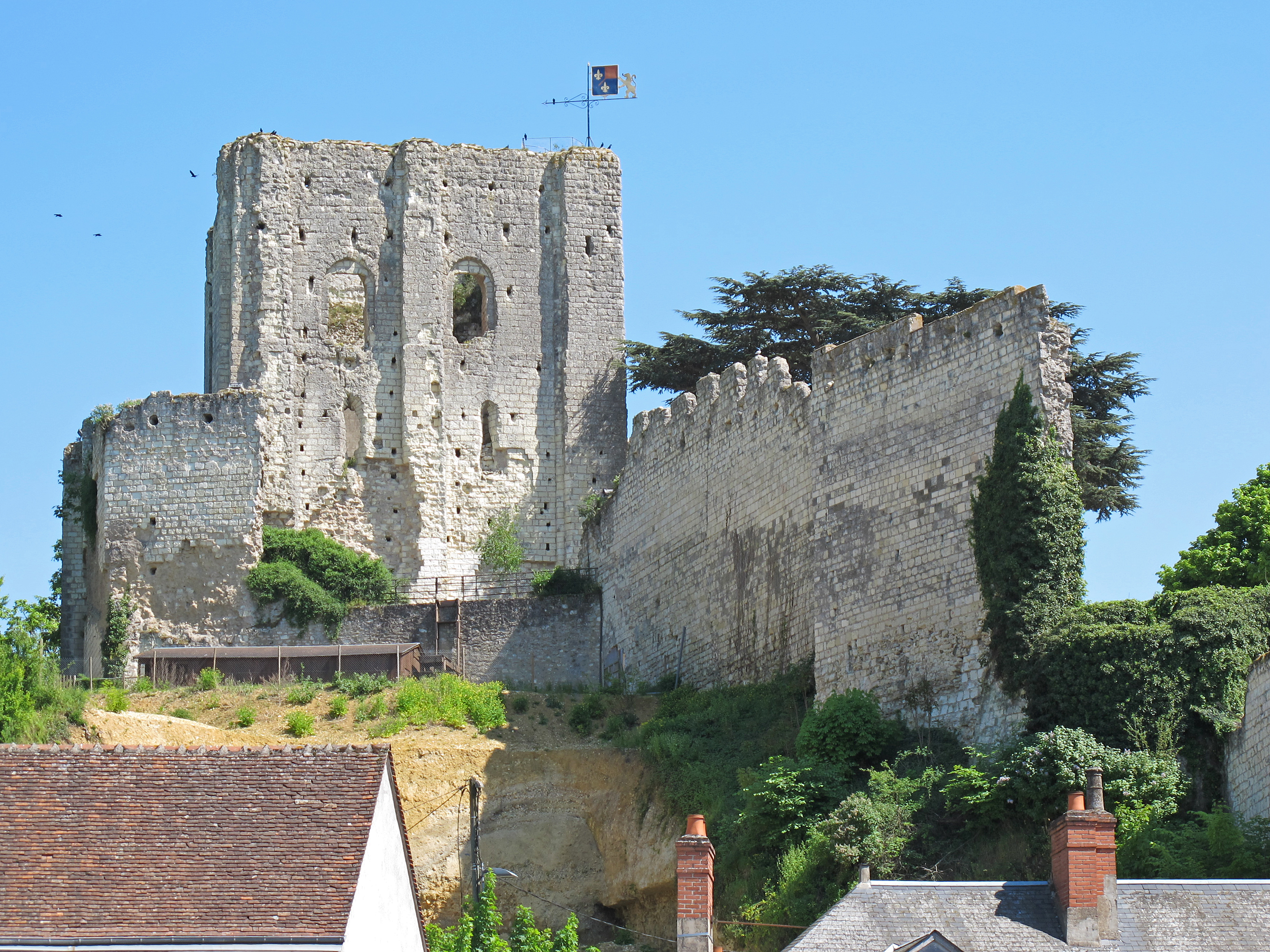
モントリシャール城の廃墟

モントリシャールの四角い塔は、12世紀からそこに城があったことを示している。建てられた城はアンジュー伯フルク・ネラのものだった。ハーフティンバー様式の住宅が数軒、現在もコミューンに残っている。
フランス革命の間、コミューンは一時的にモンテガリテ（Montégalité）の名で知られていた。

## 人口統計
| 1962年 | 1968年 | 1975年 | 1982年 | 1990年 | 1999年 | 2006年 | 2011年 |
| ------ | ------ | ------ | ------ | ------ | ------ | ------ | ------ |
| 3020   | 3313   | 3857   | 3783   | 3786   | 3624   | 3423   | 3409   |

参照元:1999年までEHESS、2004年以降INSEE

## 史跡
- ノートルダム・ド・ナントゥイユ教会
- サント・クロワ教会 - モントリシャール城のふもとにある。ルイ11世の王女たち、アンヌ・ド・ボージューとジャンヌ・ド・フランスがそれぞれ結婚式を挙げた場所である。

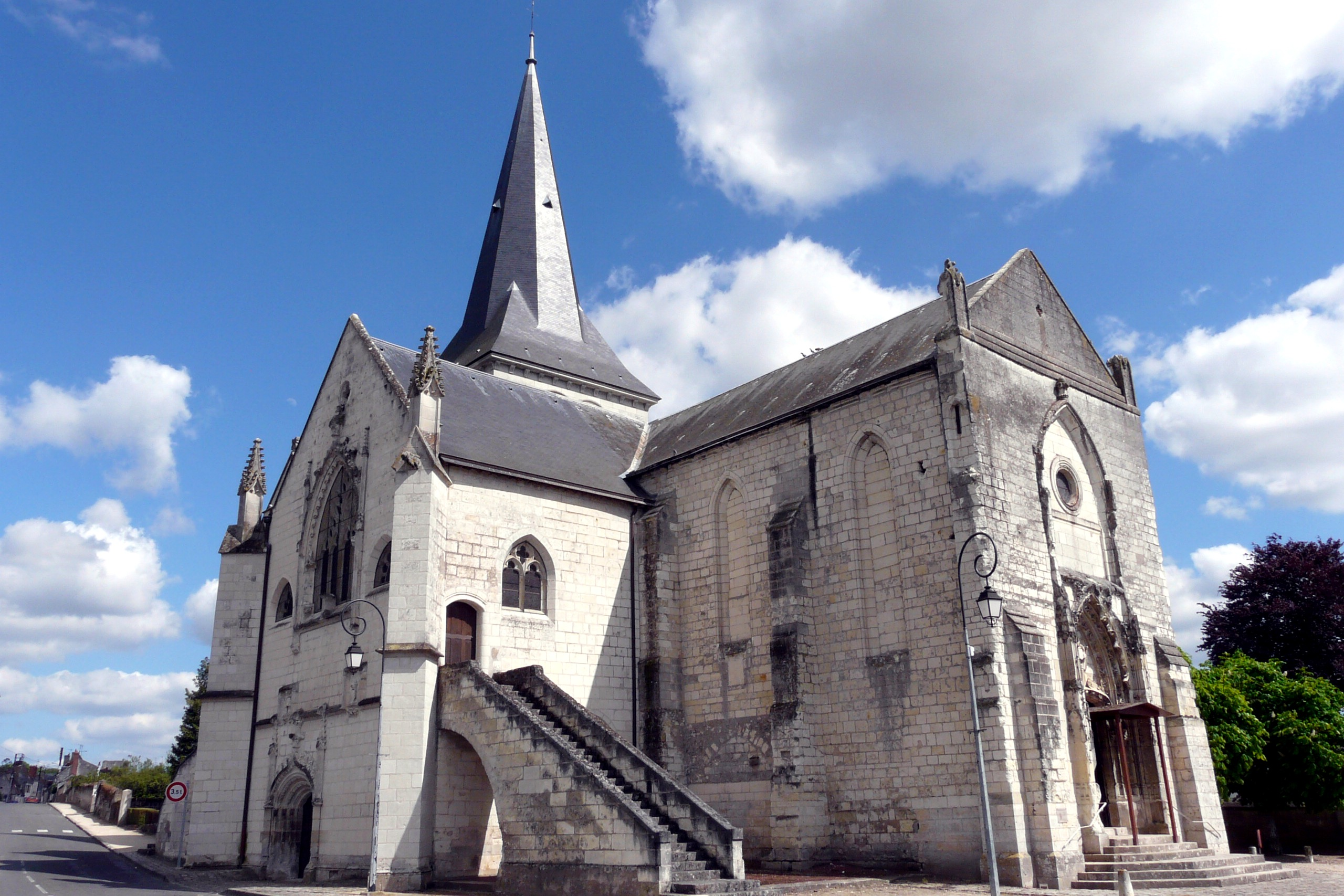
ノートルダム・ド・ナントゥイユ教会
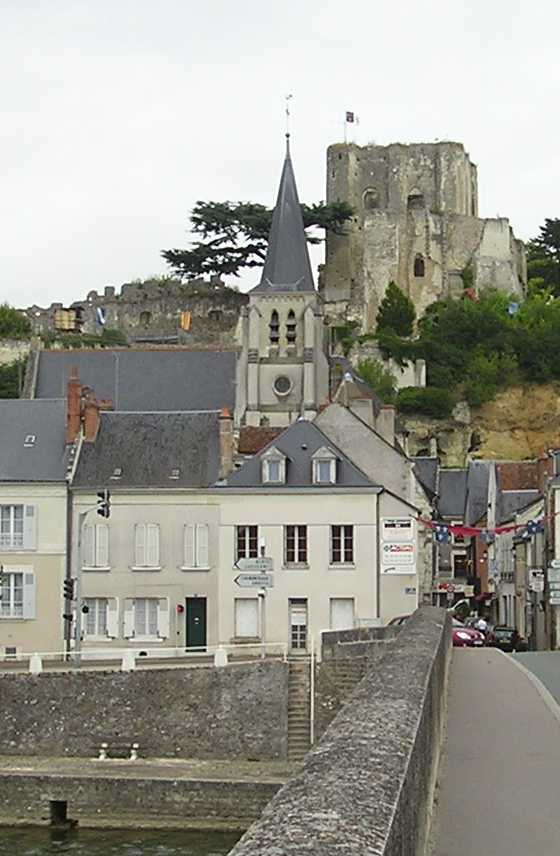
サント・クロワ教会

## 姉妹都市
- エルトヴィレ・アム・ライン、ドイツ

他に友好関係にあるのはサン＝ジル＝クロワ＝ド＝ヴィである。